# Австралія на зимових Олімпійських іграх
Дебют Австралії на зимових Олімпійських іграх відбувся в  1936 році на Олімпіаді в Гарміш-Партенкірхені, надалі збірна команда цієї країни брала участь у всіх іграх, за винятком Олімпіади 1948 року в Санкт Моріці.
На своїх перших Олімпіадах спортсмени Австралії не показували гідних результатів. Аж до ігор 1976 року, австралійські атлети лише двічі потрапляли у верхні частини турнірних таблиць у своїх видах спорту, тоді як переважна більшість перебувала у нижній чверті заліків, часто австралійці були й останніми. Такі невтішні показники пояснюються тодішньою малою цікавістю австралійців до зимових видів спорту, кліматом з відсутністю снігу на переважній більшості території країни, а також недостатньою підтримкою спортсменів, так як вважалося, що інвестиції в зимові види спорту є марними.
Справи почали потроху поліпшуватися після призначення в 1976 році колишнього хокеїста Джеффа Генке менеджером зимової олімпійської команди, який у свій час не зміг взяти участь у зимовій Олімпіаді 1956 року через ігнорування спортивними функціонерами Австралії подання на участь у іграх хокейної команди цієї країни. Як результат на початок 1990-х років деякі австралійські атлети уже вважалися претендентами на медалі. Підвищення показників супроводжувалося збільшенням державного фінансування зимових видів спорту, створення Олімпійського зимового інституту Австралії та придбанням альпійської тренувальної бази в Австрії.
Свою першу медаль Австралія отримала на Олімпійських іграх 1994 року. Австралійська четвірка здобула бронзу на змаганнях шорт-треку в естафеті на 5 000 метрів серед чоловіків. Першу індивідуальну медаль виборола Залі Стеггалл на Олімпіаді 1998 року, яка здобула бронзу у гірськолижному слаломi. Зимові Олімпійські ігри 2002 принесли Австралії перших чемпіонів ними стали Стівен Бредбері у шорт-треці (1000-метрів) та Аліса Кемплін у фристайлі. Таким чином Австралія стала єдиною країною Південної півкулі, яка має олімпійських чемпіонів у зимових видах спорту.
На Олімпійські ігри 2006 року в Турині Австралія направила 40 спортсменів з 10-ти видів спорту. Мета здобуття медалі була досягнута: Дейл Бегг-Сміт виграв золото в могулі, а Аліса Кемплін здобула свою другу олімпійську нагороду, на цей раз бронзову.
Зимові Олімпійські ігри 2010 року у Ванкувері стали найуспішнішими для команди Австралії, тут було завойовано дві золоті і срібна медаль. Тора Брайт у сноуборді та Лідія Лассіла у фрістайлі стали чемпіонами, а Дейл Бегг-Сміт став срібним призером.
На Олімпіаду 2014 року Австралія відправила в Сочі найбільшу за всю історію зимових ігор команду — 60 спортсменів з 10-ти видів спорту. До складу сочинської команди входило 31-а жінка, таким чином австралійська команда стала першою в історії олімпійського руху, як серед літніх так і серед зимових ігор з більшістю жінок-спортсменів. Австралія знову виграла три медалі: Тора-Брайт та Девід Морріс (фрістайл) завоювали срібло, а Лідія Лассіла бронзову нагороду.
Три медалі здобули австралійські олімпійці також на іграх 2018 року в Пхьончхані: Метт Грем (сноуборд) і Джаррид Х'юз (фрістайл) були другими та Скотті Джеймс зайняв третє місце у фіналах своїх змагань.
Загалом Австралія виграла 15 зимових олімпійських медалей — 5 золотих, 5 срібних та 5 бронзових.

## Медалісти
| Медаль | Спортсмен                                                | Ігри                | Вид спорту          | Змагання                        |
| ------ | -------------------------------------------------------- | ------------------- | ------------------- | ------------------------------- |
| Бронза | Стівен Бредбері Кірен Генсен Ендрю Мерта Річард Нізілскі | 1994 Ліллегаммер    | Шорт-трек           | Естафета 5000 метрів (чоловіки) |
| Бронза | Залі Стеггалл                                            | 1998 Нагано         | Гірськолижний спорт | Слалом (жінки)                  |
| Золото | Стівен Бредбері                                          | 2002 Солт-Лейк-Сіті | Шорт-трек           | 1000 метрів (чоловіки)          |
| Золото | Аліса Кемплін                                            | 2002 Солт-Лейк-Сіті | Фристайл            | Акробатика (жінки)              |
| Золото | Дейл Бегг-Сміт                                           | 2006 Турин          | Фристайл            | Могул (чоловіки)                |
| Бронза | Аліса Кемплін                                            | 2006 Турин          | Фристайл            | Акробатика (жінки)              |
| Золото | Тора Брайт                                               | 2010 Ванкувер       | Сноуборд            | Хаф-пайп (жінки)                |
| Золото | Лідія Лассіла                                            | 2010 Ванкувер       | Фристайл            | Акробатика (жінки)              |
| Срібло | Дейл Бегг-Сміт                                           | 2010 Ванкувер       | Фристайл            | Могул (чоловіки)                |
| Срібло | Тора Брайт                                               | 2014 Сочі           | Сноуборд            | Хаф-пайп (жінки)                |
| Бронза | Лідія Лассіла                                            | 2014 Сочі           | Фристайл            | Акробатика (жінки)              |
| Срібло | Девід Морріс                                             | 2014 Сочі           | Фристайл            | Акробатика (чоловіки)           |
| Срібло | Метт Грем                                                | 2018 Пхьончхан      | Фристайл            | Могул (чоловіки)                |
| Срібло | Джаррид Х'юз                                             | 2018 Пхьончхан      | Сноуборд            | Сноубордкрос (чоловіки)         |
| Бронза | Скотті Джеймс                                            | 2018 Пхьончхан      | Сноуборд            | Хаф-пайп (чоловіки)             |

## Усього медалей
| Зимова Олімпіада    | Золото | Срібло | Бронза | Усього | Загальний залік |
| ------------------- | ------ | ------ | ------ | ------ | --------------- |
| 1994 Ліллегаммер    | 0      | 0      | 1      | 1      | 22              |
| 1998 Нагано         | 0      | 0      | 1      | 1      | 22              |
| 2002 Солт Лейк Сіті | 2      | 0      | 0      | 2      | 15              |
| 2006 Турин          | 1      | 0      | 1      | 2      | 17              |
| 2010 Ванкувер       | 2      | 1      | 0      | 3      | 13              |
| 2014 Сочі           | 0      | 2      | 1      | 3      | 24              |
| 2018 Пхьончхан      | 0      | 2      | 1      | 3      | 23              |
| Усього              | 5      | 5      | 5      | 15     |                 |

## Найкращі результати на кожній із Олімпіад
| Олімпійські ігри | Кількість атлетів | Видів спорту | Найкраще місце | Спортсмен                                                | Вид спорту          | Змагання                           |
| --- | ----------------- | ------------ | -------------- | -------------------------------------------------------- | ------------------- | ---------------------------------- |
| 1936 Гарміш-Партенкірхен                                                                                              | 1                 | 1            | 29             | Кеніт Кеннеді                                            | Ковзанярський спорт | 500 метрів (чоловіки)              |
| Зимові Олімпійські ігри 1940 та 1944 років були скасовані, Австралія не брала участі в іграх 1948 року в Санкт Моріці |                   |              |                |                                                          |                     |                                    |
| 1952 Осло | 9                 | 4            | 10             | Ейдріан Свон                                             | Фігурне катання     | Одиночне (чоловіки)                |
| 1956 Кортіна д'Ампеццо                                                                                                | 10                | 3            | 7              | Колін Гікі                                               | Ковзанярський спорт | 500 метрів (чоловіки)              |
| 1960 Скво Веллі | 31                | 6            | 12             | Жаклін Мейсон Мервін Бауер                               | Фігурне катання     | Парне                              |
| 1964 Інсбрук | 6                 | 1            | 27             | Крістін Сміт                                             | Гірськолижний спорт | Швидкісний спуск (жінки)           |
| 1968 Гренобль | 3                 | 3            | 24             | Мелком Мілн                                              | Гірськолижний спорт | Швидкісний спуск Слалом (чоловіки) |
| 1972 Саппоро | 4                 | 2            | 18             | Колін Коутс                                              | Ковзанярський спорт | 10000 метрів (чоловіки)            |
| 1976 Інсбрук | 8                 | 3            | 6              | Колін Коутс                                              | Ковзанярський спорт | 10000 метрів (чоловіки)            |
| 1980 Лейк Плесід | 10                | 4            | 17             | Джекі Каудерой                                           | Гірськолижний спорт | Слалом (жінки)                     |
| 1984 Сараєво | 11                | 5            | 19             | Стівен Лі                                                | Гірськолижний спорт | Швидкісний спуск (чоловіки)        |
| 1988 Калгарі | 18                | 6            | 10             | Денні Ка                                                 | Ковзанярський спорт | 5000 метрів (чоловіки)             |
| 1992 Альбервіль | 23                | 9            | 7              | Кірен Генсен Джон Ка Ендрю Мерта Річард Нізілскі         | Шорт-трек           | Естафета 5000 метрів (чоловіки)    |
| 1994 Ліллегаммер | 27                | 9            | 3              | Стівен Бредбері Кірен Генсен Ендрю Мерта Річард Нізілскі | Шорт-трек           | Естафета 5000 метрів (чоловіки)    |
| 1998 Нагано | 24                | 8            | 3              | Залі Стеггалл                                            | Гірськолижний спорт | Слалом (жінки)                     |
| 2002 Солт Лейк Сіті                                                                                                   | 27                | 5            | 1              | Стівен Бредбері                                          | Шорт-трек           | 1000 метрів (чоловіки)             |
| 2002 Солт Лейк Сіті                                                                                                   | 27                | 5            | 1              | Аліса Кемплін                                            | Фристайл            | Акробатика (жінки)                 |
| 2006 Турин | 40                | 10           | 1              | Дейл Бегг-Сміт                                           | Фристайл            | Могул (чоловіки)                   |
| 2010 Ванкувер | 40                | 11           | 1              | Тора Брайт                                               | Сноуборд            | Хаф-пайп (жінки)                   |
| 2010 Ванкувер | 40                | 11           | 1              | Лідія Лассіла                                            | Фристайл            | Акробатика (жінки)                 |
| 2014 Сочі | 60                | 15           | 2              | Тора Брайт                                               | Сноуборд            | Хаф-пайп (жінки)                   |
| 2014 Сочі | 60                | 15           | 2              | Девід Морріс                                             | Фристайл            | Акробатика (чоловіки)              |
| 2018 Пхьончхан | 51                | 10           | 2              | Метт Грем                                                | Фристайл            | Могул (чоловіки)                   |
| 2018 Пхьончхан | 51                | 10           | 2              | Джаррид Х'юз                                             | Сноуборд            | Сноубордкрос (чоловіки)            |